# راس حسن
راس حسن هي منطقة سكنية تقع في جنوب غرب سوق الجمعة وتبعد عن مركز طرابلس حوالي 5 كم تحدها شرقًا الهاني وزناتة وشمالًا بن عاشور وباب بن غشير وغربًا الهضبة البطاطا وجنوبًا الفرناج.

## شوارع راس حسن
- سيدي المصري
- السور القديم
- اللانشة
- شارع المدار
- الأرض الطيبة
- طريق الهاني